# Laura Elena de Esteban Martín
Laura Elena de Esteban Martín (ur. 8 sierpnia 1962 w Madrycie) – hiszpańska prawniczka i polityk, posłanka do Parlamentu Europejskiego IV kadencji.

## Życiorys
Z wykształcenia prawniczka, absolwentka Uniwersytetu Complutense w Madrycie, zatrudniona w administracji tej uczelni. Zaangażowała się w działalność polityczną w ramach Partii Ludowej. Od 1994 do 1999 sprawowała mandat eurodeputowanej IV kadencji, zasiadając m.in. we frakcji chadeckiej. Pracowała także w administracji partyjnej, zasiadała później w parlamencie wspólnoty autonomicznej Madrytu, wchodząc również w skład jej władz wykonawczych.